# Torneo de Delray Beach 2011
El Torneo de Delray Beach (Delray Beach International Tennis Championships) es un evento de tenis perteneciente al ATP World Tour en la serie 250. Se juega del 21 al 27 de febrero en Delray Beach (Estados Unidos).

## Campeones
- Individuales masculinos:  Juan Martín del Potro derrotó a  Janko Tipsaveric por 6-4 y 6-4.

- Dobles masculinos:  Scott Lipsky/ Rajeev Ram a  Christopher Kas/ Alexander Peya por 4–6, 6–4, [10-3].